# A Celebration at Caesars Palace
A Celebration at Caesars Palace è il primo residency show della cantante Cher, a supporto dell'album Take Me Home (1979).
Svoltosi per la maggior parte in contemporanea con il suo primo tour da solista Cher in Concert, ha avuto inizio il 19 agosto 1979 e si è concluso l'11 agosto 1982, con 125 spettacoli tra il Circus Maximus Showroom del Caesars Palace di Las Vegas e lo Stateline Showroom del MontBleu Resort Casino & Spa di Stateline.

## Scaletta
1. Could I Be Dreaming
2. Signed, Sealed, Delivered I'm Yours
3. You Make My Dreams
4. Da Ya Think I'm Sexy?
5. Those Shoes
6. Out Here On My Own
7. Take It to the Limit
8. I'm Coming Out (eseguita da J.C.Gaynor)
9. In the Mood (eseguita da Kenny Sacha)
10. Friends
11. Lookin' for Love (contiene elementi di Devil Went Down to Georgia)
12. When Will I Be Loved
13. More Than You Know
14. Fame

## Date
| Date                  | Città       | Luogo          |
| Prima Tappa           | Prima Tappa | Prima Tappa    |
| --------------------- | ----------- | -------------- |
| 16 agosto 1979        | Las Vegas   | Caesars Palace |
| 17 agosto 1979        | Las Vegas   | Caesars Palace |
| 18 agosto 1979        | Las Vegas   | Caesars Palace |
| 19 agosto 1979        | Las Vegas   | Caesars Palace |
| 20 agosto 1979        | Las Vegas   | Caesars Palace |
| 21 agosto 1979        | Las Vegas   | Caesars Palace |
| 22 agosto 1979        | Las Vegas   | Caesars Palace |
| 31 agosto 1979        | Las Vegas   | Caesars Palace |
| Seconda Tappa         |             |                |
| 16 novembre 1979      | Las Vegas   | Caesars Palace |
| 17 novembre 1979      | Las Vegas   | Caesars Palace |
| 18 novembre 1979      | Las Vegas   | Caesars Palace |
| 19 novembre 1979      | Las Vegas   | Caesars Palace |
| 20 novembre 1979      | Las Vegas   | Caesars Palace |
| 21 novembre 1979      | Las Vegas   | Caesars Palace |
| 22 novembre 1979      | Las Vegas   | Caesars Palace |
| Terza Tappa           |             |                |
| 10 gennaio 1980       | Las Vegas   | Caesars Palace |
| 11 gennaio 1980       | Las Vegas   | Caesars Palace |
| 12 gennaio 1980       | Las Vegas   | Caesars Palace |
| 13 gennaio 1980       | Las Vegas   | Caesars Palace |
| 14 gennaio 1980       | Las Vegas   | Caesars Palace |
| 15 gennaio 1980       | Las Vegas   | Caesars Palace |
| 16 gennaio 1980       | Las Vegas   | Caesars Palace |
| Quarta Tappa          |             |                |
| 6 aprile 1980         | Las Vegas   | Caesars Palace |
| 7 aprile 1980         | Las Vegas   | Caesars Palace |
| 8 aprile 1980         | Las Vegas   | Caesars Palace |
| 9 aprile 1980         | Las Vegas   | Caesars Palace |
| 10 aprile 1980        | Las Vegas   | Caesars Palace |
| 11 aprile 1980        | Las Vegas   | Caesars Palace |
| 12 aprile 1980        | Las Vegas   | Caesars Palace |
| 13 aprile 1980        | Las Vegas   | Caesars Palace |
| 14 aprile 1980        | Las Vegas   | Caesars Palace |
| 15 aprile 1980        | Las Vegas   | Caesars Palace |
| 16 aprile 1980        | Las Vegas   | Caesars Palace |
| Quinta Tappa          |             |                |
| 5 giugno 1980         | Las Vegas   | Caesars Palace |
| 6 giugno 1980         | Las Vegas   | Caesars Palace |
| 7 giugno 1980         | Las Vegas   | Caesars Palace |
| 8 giugno 1980         | Las Vegas   | Caesars Palace |
| 10 giugno 1980        | Las Vegas   | Caesars Palace |
| 11 giugno 1980        | Las Vegas   | Caesars Palace |
| 19 giugno 1980        | Las Vegas   | Caesars Palace |
| 20 giugno 1980        | Las Vegas   | Caesars Palace |
| 21 giugno 1980        | Las Vegas   | Caesars Palace |
| 22 giugno 1980        | Las Vegas   | Caesars Palace |
| 24 giugno 1980        | Las Vegas   | Caesars Palace |
| 25 giugno 1980        | Las Vegas   | Caesars Palace |
| Sesta Tappa           |             |                |
| 3 luglio 1980         | Las Vegas   | Caesars Palace |
| 4 luglio 1980         | Las Vegas   | Caesars Palace |
| 5 luglio 1980         | Las Vegas   | Caesars Palace |
| 6 luglio 1980         | Las Vegas   | Caesars Palace |
| 8 luglio 1980         | Las Vegas   | Caesars Palace |
| 9 luglio 1980         | Las Vegas   | Caesars Palace |
| Settima Tappa         |             |                |
| 28 agosto 1980        | Las Vegas   | Caesars Palace |
| 29 agosto 1980        | Las Vegas   | Caesars Palace |
| 30 agosto 1980        | Las Vegas   | Caesars Palace |
| 31 agosto 1980        | Las Vegas   | Caesars Palace |
| Ottava Tappa          |             |                |
| 2 settembre 1980      | Stateline   | MontBleu       |
| 3 settembre 1980      | Stateline   | MontBleu       |
| 11 settembre 1980     | Stateline   | MontBleu       |
| 12 settembre 1980     | Stateline   | MontBleu       |
| 13 settembre 1980     | Stateline   | MontBleu       |
| 14 settembre 1980     | Stateline   | MontBleu       |
| 16 settembre 1980     | Stateline   | MontBleu       |
| 17 settembre 1980     | Stateline   | MontBleu       |
| 25 settembre 1980     | Stateline   | MontBleu       |
| Nona Tappa            |             |                |
| 1 ottobre 1980        | Stateline   | MontBleu       |
| 2 ottobre 1980        | Stateline   | MontBleu       |
| Decima Tappa          |             |                |
| 6 novembre 1980       | Las Vegas   | Caesars Palace |
| 7 novembre 1980       | Las Vegas   | Caesars Palace |
| 8 novembre 1980       | Las Vegas   | Caesars Palace |
| 9 novembre 1980       | Las Vegas   | Caesars Palace |
| 11 novembre 1980      | Las Vegas   | Caesars Palace |
| 12 novembre 1980      | Las Vegas   | Caesars Palace |
| Undicesima Tappa      |             |                |
| 22 gennaio 1981       | Las Vegas   | Caesars Palace |
| 23 gennaio 1981       | Las Vegas   | Caesars Palace |
| 24 gennaio 1981       | Las Vegas   | Caesars Palace |
| 25 gennaio 1981       | Las Vegas   | Caesars Palace |
| 27 gennaio 1981       | Las Vegas   | Caesars Palace |
| 28 gennaio 1981       | Las Vegas   | Caesars Palace |
| Dodicesima Tappa      |             |                |
| 28 maggio 1981        | Las Vegas   | Caesars Palace |
| 29 maggio 1981        | Las Vegas   | Caesars Palace |
| 30 maggio 1981        | Las Vegas   | Caesars Palace |
| 31 maggio 1981        | Las Vegas   | Caesars Palace |
| Tredicesima Tappa     |             |                |
| 1 giugno 1981         | Las Vegas   | Caesars Palace |
| 2 giugno 1981         | Las Vegas   | Caesars Palace |
| 3 giugno 1981         | Las Vegas   | Caesars Palace |
| 18 giugno 1981        | Las Vegas   | Caesars Palace |
| 19 giugno 1981        | Las Vegas   | Caesars Palace |
| 20 giugno 1981        | Las Vegas   | Caesars Palace |
| 21 giugno 1981        | Las Vegas   | Caesars Palace |
| 22 giugno 1981        | Las Vegas   | Caesars Palace |
| 23 giugno 1981        | Las Vegas   | Caesars Palace |
| 24 giugno 1981        | Las Vegas   | Caesars Palace |
| 25 giugno 1981        | Las Vegas   | Caesars Palace |
| 26 giugno 1981        | Las Vegas   | Caesars Palace |
| 27 giugno 1981        | Las Vegas   | Caesars Palace |
| 28 giugno 1981        | Las Vegas   | Caesars Palace |
| 29 giugno 1981        | Las Vegas   | Caesars Palace |
| 30 giugno 1981        | Las Vegas   | Caesars Palace |
| Quattordicesima Tappa |             |                |
| 1 luglio 1981         | Las Vegas   | Caesars Palace |